# Nigel Lawson
Nigel Lawson, barone Lawson di Blaby (Londra, 11 marzo 1932 – Eastbourne, 3 aprile 2023), è stato un politico britannico.
Fu un esponente del partito conservatore britannico e al momento del decesso era membro della Camera dei Lords. Ricoprì l'incarico di Cancelliere dello Scacchiere nel governo di Margaret Thatcher dal giugno 1983 all'ottobre 1989.  

## Biografia
Dopo gli studi ad Oxford, dove ottenne una laurea in PPE (Filosofia, Scienza della Politica ed Economia), Lawson intraprese la carriera di giornalista finanziario nella City di Londra. Lavorò in un primo momento per il Financial Times (1956-1960), poi passò al Sunday Telegraph (1961-1963), dove divenne responsabile della redazione economica.
Nel periodo tra il 1963 ed il 1964 scrisse discorsi per l'allora primo ministro Sir Alec Douglas-Home. Tra il 1966 ed il 1970 fu direttore dello Spectator. Nel 1974 fu eletto alla Camera dei Comuni per il collegio elettorale di Blaby, nel Leicestershire, tuttora un feudo del partito conservatore. Negli anni in cui fu all'opposizione (1974-1979), si batté per una legislazione che svincolasse il prelievo fiscale dall'indice di inflazione.

### Al governo (1979-1989)
Quando Margaret Thatcher divenne primo ministro il 4 maggio 1979, Lawson entrò nel governo con il ruolo di Segretario Finanziario al Tesoro (una specie di sottosegretario all'Economia responsabile delle dogane, della Zecca di Stato e dell'istituto nazionale di statistica). Nel 1981 divenne titolare del dicastero dell'Energia, incarico che lasciò nel giugno 1983 quando fu nominato Cancelliere dello Scacchiere. In qualità di responsabile della politica economica, avviò e portò a termine una campagna di privatizzazioni di aziende statali, tra cui la British Telecom e la British Airways. In aggiunta a ciò, adottò una serie di misure finalizzate alla riduzione delle imposte dirette e della spesa sociale. Le misure di deregolamentazione fiscale produssero una rapida espansione dell'economia inglese a partire dalla seconda metà del 1986, nota anche come "The Lawson Boom".
La questione relativa all'ingresso del Regno Unito nel Sistema Monetario Europeo minò i rapporti tra Lawson ed il primo ministro. Il Cancelliere sosteneva la necessità dell'ingresso della valuta inglese in un sistema di cambi fissi con le altre divise europee. Ciò avrebbe potuto essere d'aiuto in periodi di rallentamento dell'economia. Alla fine del 1988 il Regno Unito dovette affrontare una forte crescita dell'inflazione, dei tassi d'interesse e del deficit commerciale con l'estero. I litigi tra il Cancelliere da una parte ed il Primo Ministro dall'altro sulla gestione dell'economia divennero sempre più frequenti. In particolare Nigel Lawson mal sopportava l'influenza sul Primo Ministro del consigliere economico Sir Alan Walters. Nell'ottobre 1989 Lawson rassegnò le dimissioni e fu sostituito da John Major. Nel 1992 ottenne il titolo di Barone e passò alla Camera Alta del Parlamento inglese.

## Vita privata
Era padre di Nigella Lawson, giornalista e scrittrice di libri dediti alla gastronomia molto apprezzata nel Regno Unito, di Dominic Lawson, ex direttore del Sunday Telegraph, e di Tom Lawson, responsabile della Chernocke House al Winchester College. Ebbe anche altri tre figli.